# Соколов, Алексей Сергеевич
Алексей Сергеевич Соколов (23 октября 1929, Москва — 29 марта 1999, там же) — советский и российский цирковой артист, дрессировщик лошадей, наездник, педагог, режиссёр, народный артист РСФСР (1988).

## Биография
Алексей Сергеевич Соколов родился 23 октября 1929 года в Москве. Его дед заведовал коневодческой фермой в Ярославской области, где в детстве будущий дрессировщик проводил лето. Сразу после войны участвовал в кавалерийском клубе в Сокольниках. В 1947 году был призван в Советскую армию, окончил Высшую офицерскую кавалерийскую школу и был направлен на курсы тренеров-наездников. Набравшись опыта в 23 года он стал инструктором в одном из полков. Затем стал начальником конюшни командующего военным округом в Одессе, как раз когда командовал округом маршал Георгий Константинович Жуков. В 1954 году вернулся в Москву.
С 1954 года выступал как джигит-наездник в конном ансамбле «Кубанские казаки» п/р М. Туганова. С его участием были созданы такие сложные сюжетные композиции, как «Русская берёзка» и «Гусарская баллада». Затем перешёл в групповой номер жокеев, которым руководил Евгений Багриевич Кук. С 1960 года был дрессировщиком в конном номере п/р Ю. Ермолаева.
В 1970 году участвовал в создании оригинальных номеров для Казахского циркового коллектива. В 1971 году создал там конный номер «Свобода» с 10 лошадьми ахалтекинской породы, выступал как артист-дрессировщик. Дебютировал с номером в Челябинске, затем гастролировал по многим городам СССР. Впоследствии подготовил программы с 15 и 18 лошадьми. Был приверженцем классической дрессировки. В 1973 году подготовил номер «Русская кадриль», в котором лошади танцевали кадриль. С 1987 года гастролировал за рубежом (ГДР, Италия).
Кроме этого работал в качестве педагога и режиссёра. Работал с женой, а 1980—1993 годах — с дочерью.
В 1990-е годы был вынужден продать лошадей. Работал по воспитанию и дрессировке лошадей на частном предприятии в Подмосковье.
В 1998 году получил травму в результате удара лошади, перенёс операцию по удалению почки. Умер 29 марта 1999 года.

### Семья
- Жена — цирковая артистка, дрессировщица лошадей Валентина Ивановна Рассказова (род. 1926).
- Дочь — цирковая артистка, артистка-дрессировщица Елена Алексеевна Соколова (род. 1962).

## Награды и премии
- Заслуженный артист РСФСР (14.02.1980)[1].
- Народный артист РСФСР (13.04.1988).

## Фильмография
- 1975 — Соло для слона с оркестром — эпизод (дрессированные лошади)
- 1976 — Дрессировщики (киноальманах) (фильм 1 «Побег»; фильм 3 «Возвращение»; фильм 4 «Скачки») — Алексей Сергеевич Соколов, отец Серёжи (озвучил В. Филиппов)